# Chiesa di San Gaudenzio (Cavallirio)
La chiesa di San Gaudenzio è la parrocchiale di Cavallirio, in provincia e diocesi di Novara; fa parte dell'unità pastorale di Romagnano Sesia.

## Storia
La prima citazione che certifica l'esistenza dell'originario luogo di culto risale al 1498, ma la chiesa divenne sede di parrocchia autonoma soltanto nel 1583.
L'antico edificio, di modeste dimensioni, fu sottoposto nel tempo a una serie di ristrutturazioni e ampliamenti, il primo dei quali risultava in corso di esecuzione in occasione della visita pastorale effettuata dal vescovo di Novara Cesare Speciano nel 1590; i lavori comportarono, tra le altre opere, la costruzione del piccolo portico al centro della facciata, che risultava esistente già agli inizi del XVII secolo, quando il vescovo Carlo Bascapè redasse l'opera Novaria seu De Ecclesia Novariensi.
Altri lavori furono eseguiti a partire dal 1617 e si prolungarono a più riprese per oltre un secolo e mezzo. Verso la fine del Seicento fu edificata ai margini dell'antico cimitero la piccola cappella dell'Ossario, la cui esistenza è testimoniata dal resoconto della visita pastorale del vescovo Giovanni Battista Visconti Aicardi del 1698. In quegli anni la chiesa era ancora sviluppata su un impianto a due navate, ma negli anni seguenti fu ampliata per volere del parroco Ferrera con la realizzazione della terza navata. Il campanile fu infine innalzato nel 1774.
Nei decenni seguenti gli interni furono arricchiti con affreschi, mentre verso la fine del XIX secolo la chiesa fu sottoposta a un intervento di restauro.

## Descrizione

### Esterno
La facciata a salienti della chiesa, rivolta a ponente e suddivisa da una cornice marcapiano in due registri, entrambi scanditi da paraste; quello inferiore presenta al centro il portale maggiore, sormontato da un dipinto e protetto dal protiro sorretto da colonnine sopra cui s'impostano degli archi a tutto sesto, mentre quello superiore, affiancato da volute, è caratterizzato da una finestra trilobata e coronato dal timpano curvilineo.
Annesso alla parrocchiale è il campanile a base quadrata, suddiviso da cornici in più registri; la cella presenta su ogni lato una monofora ed è coronata da frontoncini semicircolari. 

### Interno
L'interno dell'edificio si compone di tre navate ed è concluso dal presbiterio a pianta quadrangolare; qui sono conservate diverse opere di pregio, tra le quali la pala con soggetto San Gaudenzio, eseguita nel 1816 dal celliese Velatta, la statua lignea che rappresenta la Vergine Addolorata, due tele dipinte nell'Ottocento da Andrea Miglio, e il pulpito, costruito nel 1810.